# سيدريك دجوغو
سيدريك دجوغو (بالإنجليزية: Cédric Djeugoué)‏ (ولد في 28 أغسطس 1992 في مونغو) لاعب كرة قدم دولي كاميروني يلعب حاليا لصالح نادي كوتون سبورت في مركز ظهير أيمن منذ 2014.

## روابط خارجية
- سيدريك دجوغو على موقع الاتحاد الدولي (مؤرشف)  (الإنجليزية)
- سيدريك دجوغو على موقع الاتحاد الأوربي (الإنجليزية)
- سيدريك دجوغو على موقع قاعدة بيانات كرة القدم.إي يو (الإنجليزية)
- سيدريك دجوغو على موقع ناشيونال فوتبول تيمز (الإنجليزية)
- سيدريك دجوغو على موقع Soccerway.com (الإنجليزية)
- سيدريك دجوغو على موقع AS.com (الإسبانية)